# Chiesa di Sant'Andrea Avellino
Sant'Andrea Avellino è una delle chiese di Roma, sita nella zona Tomba di Nerone, in via Ascrea.
Essa faceva parte del progetto istituito dal Vicariato di Roma di “50 chiese per Roma 2000”. Fu progettata dall'architetto Roberto Panella. La cerimonia di posa della prima pietra avvenne il 29 aprile 1995 alla presenza del vescovo di settore, monsignor Cesare Nosiglia; la chiesa è stata solennemente inaugurata con la consacrazione ad opera del cardinale Camillo Ruini il 19 ottobre 1996. Nel febbraio 1997 essa ha ricevuto la visita pastorale di papa Giovanni Paolo II.
La chiesa è sede parrocchiale, istituita dal cardinale vicario Ugo Poletti il 30 novembre 1981 col decreto È a tutti noto.